# Sumatrajuveltrast
Sumatrajuveltrast (Erythropitta venusta) är en fågel i familjen juveltrastar inom ordningen tättingar.

## Utseende och läten
Sumatrajuveltrasten är en liten (16 cm) och färgglad juveltrast. Den är svartaktig på huvud, ovansida och strupe, rödbrun på bröstet och bjärt karmosinröd på resten av undersidan. Från ögat till nacken går ett azurblått streck. Vingarna är blåglansiga med även här ett azurblått streck från yttre kanten av vingen på sittande fågel. Liknande granatjuveltrasten är karmosinsörd på bakre delen av hjässan och nacken. Lätet består av en lång och sorgesam vissling, mörkare än granatjuveltrasten och vanligen på jämn tonhöjd, ibland uppåt på slutet.

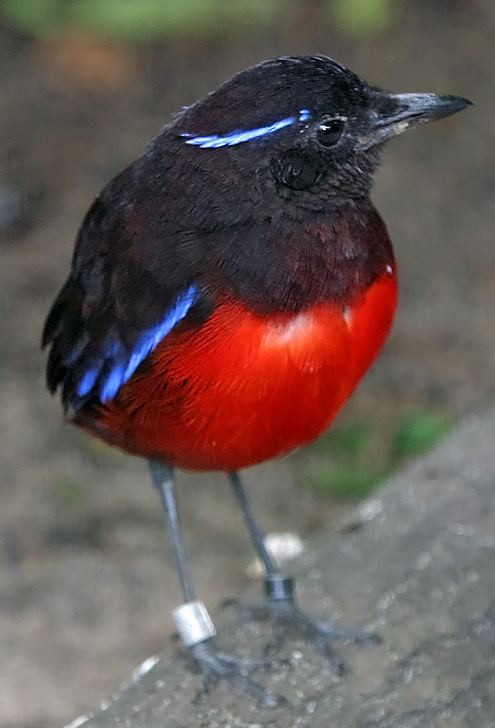

## Utbredning och status
Fågeln förekommer i höglänta områden på Sumatra. Den behandlas som monotypisk, det vill säga att den inte delas in i några underarter.

## Status och hot
Arten har ett stort utbredningsområde, men tros minska i antal, dock inte tillräckligt kraftigt för att den ska betraktas som hotad. Internationella naturvårdsunionen IUCN listar arten som livskraftig (LC).